# Mercurio (II)
El mercurio (II) es un estado de oxidación en que se encuentra el mercurio en numerosos compuestos. Se puede encontrar como catión mercúrico o Hg2+ en soluciones acuosas con pH inferiores a 2; el cual, debido a la estabilidad de su configuración electrónica ([Xe] 5d10) es incoloro.

## Obtención
El catión mercúrico puede obtenerse por oxidación del mercurio elemental con ácido nítrico concentrado y caliente.
Hg0 + 2 NO3- + 4 H+ → Hg2+ + 2 NO2 + 2 H2O

## Comportamiento ácido-base
El catión Hg2+, debido a su relación carga/masa moderadamente alta, presenta una considerable acidez y solo es estable en medios muy ácidos (pH<2). Al aumentar el pH del medio se hidroliza formando el compuesto monohidroxomercurio(II), HgOH+ y posteriormente precipita el hidróxido de mercurio(II), Hg(OH)2, que evoluciona espontáneamente formando el monóxido de mercurio, HgO, de color amarillo en frío y rojo en caliente.
Hg2+ + OH-  HgOH+
Hg(OH)+ + OH-  Hg(OH)2 ↓
Hg(OH)2 ↓ → HgO ↓ + H2O
El monóxido de mercurio no se disuelve considerablemente en pH altamente alcalinos, si bien, se ha descripto la formación de la especie soluble mercurato, HHgO2-.
HgO ↓  + OH-  HHgO2-